# Bernardino Olivera
Bernardino Olivera (Guachipas, Virreinato del Río de la Plata, ca. 1790 - Guachipas, provincia de Salta, Argentina, febrero de 1824) fue un militar argentino que participó en la Guerra de Independencia Argentina, particularmente en la llamada Guerra Gaucha.

## Biografía
Al producirse la invasión del norte de las Provincias Unidas del Río de la Plata del año 1814, se unió como oficial a la montonera del caudillo de Guachipas, Apolinario Saravia. Se destacó en los combates de Sauce Redondo y en el El Bañado, en el mes de julio de ese año, que forzó a los realistas a retirarse hacia el Alto Perú.
Posteriormente se incorporó a las fuerzas de Luis Burela, que a su vez pasaron a depender de los gauchos de Güemes. Participó en la primera fase de la tercera expedición auxiliadora al Alto Perú, hasta la Batalla de Puesto del Marqués. Acompañó a Güemes en su retirada hacia el sur, que culminó en la elección de éste como gobernador de la provincia de Salta.
Como jefe de partidas de los Gauchos de Güemes participó en la defensa contra la invasión realista de 1817, destacándose en varios combates en Río Chico, Cerrillos y del Rosario. Logró una importante victoria en una emboscada que tendió a los realistas en la Quebrada de Escoipe.
A fines de los años 1810, la clase dirigente de la provincia de Salta quedó dividida entre los partidarios de continuar la heroica y costosa defensa dirigida por Güemes y el partido llamado de la Patria Nueva, que buscaba alguna transacción con los realistas, además de librarse de la conducción política de Güemes. En medio de la crisis entre ambos partidos, Olivera participó en la fracasada invasión a Tucumán y en la defensa contra la invasión realista de 1821, que causó la muerte de Güemes.
Seguidor de Güemes, Olivera apoyó al gobierno de su sucesor, José Ignacio Gorriti, aunque este se apoyó preferentemente en el partido que había sido contrario al caudillo de la Guerra Gaucha. Durante ese período, Olivera fue comandante militar de Guachipas. En enero de 1824 fue elegido gobernador el general Arenales, con el apoyo de Gorriti, pero éste rechazó el apoyo de los partidarios de Güemes. Varios de ellos conspiraron contra Arenales. El primer intento de rebelión fue dirigido por Olivera, secundado por el coronel Mariano Morales, pero fue rápidamente aplastado. Arrestados, ambos fueron condenados a muerte por un tribunal militar.
El coronel Bernardino Olivera fue fusilado en Guachipas a fines de febrero de 1824.